# العلاقات الأمريكية الجيبوتية
العلاقات الأمريكية الجيبوتية هي العلاقات الثنائية التي تجمع بين الولايات المتحدة وجيبوتي.

## مقارنة بين البلدين
هذه مقارنة عامة ومرجعية للدولتين:
| وجه المقارنة                                              | الولايات المتحدة                                                                                                  | جيبوتي                    |
| --------------------------------------------------------- | --- | ------------------------- |
| المساحة (كم2)                                             | 9.83 مليون | 23.20 ألف                 |
| عدد السكان (نسمة)                                         | 311.58 مليون | 956.99 ألف                |
| الكثافة السكانية (ن./كم²)                                 | 31.7 | 41.25                     |
| العاصمة                                                   | واشنطن العاصمة | جيبوتي                    |
| اللغة الرسمية                                             | لغة إنجليزية | لغة فرنسية، اللغة العربية |
| العملة                                                    | دولار أمريكي | فرنك جيبوتي               |
| الناتج المحلي الإجمالي (بليون دولار)                      | 19.39 تريليون | 1.84 مليار                |
| الناتج المحلي الإجمالي (تعادل القوة الشرائية) بليون دولار | 18.04 تريليون | 3.10 مليار                |
| الناتج المحلي الإجمالي الاسمي للفرد دولار أمريكي          | 56.12 ألف | 1.95 ألف                  |
| الناتج المحلي الإجمالي للفرد دولار أمريكي                 | 54.63 ألف | 3.27 ألف                  |
| مؤشر التنمية البشرية                                      | 0.920 | 0.470                     |
| رمز المكالمات الدولي                                      | +1 | +253                      |
| رمز الإنترنت                                              | .us، حكومة، .mil، Edu.                                                                                            | .dj                       |
| المنطقة الزمنية                                           | توقيت ساموا الأمريكية، توقيت أطلنطي موحد، منطقة زمنية وسطى، توقيت ألاسكا ‏، المنطقة الزمنية الجبلية، توقيت تشامرو ‏ | ت ع م+03:00               |

## مدن متوأمة
في ما يلي قائمة باتفاقيات التوأمة بين مدن أمريكية وجيبوتية:
- ترتبط كي ويست مع جيبوتي باتفاقية توأمة.
- ترتبط ويليتس مع علي صبيح باتفاقية توأمة.
- ترتبط كايلوا-كونا مع جيبوتي باتفاقية توأمة.
- ترتبط بوكاتيلو مع علي صبيح باتفاقية توأمة.

## منظمات دولية مشتركة
يشترك البلدان في عضوية مجموعة من المنظمات الدولية، منها:
| علم المنظمة | اسم المنظمة                        | تاريخ انضمام الولايات المتحدة | تاريخ انضمام جيبوتي |
| ----------- | ---------------------------------- | ----------------------------- | ------------------- |
|             | منظمة حظر الأسلحة الكيميائية       | ?                             | ?                   |
|             | الاتحاد الدولي للاتصالات           | 1 يوليو 1908                  | 22 نوفمبر 1977      |
|             | منظمة الشرطة الجنائية الدولية      | ?                             | ?                   |
|             | البنك الإفريقي للتنمية             | ?                             | ?                   |
|             | وكالة ضمان الاستثمار متعدد الأطراف | 12 أبريل 1988                 | 12 يناير 2007       |
|             | منظمة التجارة العالمية             | ?                             | ?                   |
|             | يونسكو                             | 4 نوفمبر 1946                 | 31 أغسطس 1989       |
|             | مؤسسة التنمية الدولية              | 24 سبتمبر 1960                | 1 أكتوبر 1980       |
|             | الأمم المتحدة                      | 24 أكتوبر 1945                | 20 سبتمبر 1977      |
|             | الاتحاد البريدي العالمي            | ?                             | ?                   |
|             | البنك الدولي للإنشاء والتعمير      | 27 ديسمبر 1945                | 1 أكتوبر 1980       |
|             | مؤسسة التمويل الدولية              | 20 يوليو 1956                 | 1 أكتوبر 1980       |

## وصلات خارجية
- موقع وزارة الخارجية الأمريكية